# Злые люди (2025)
«Злые люди» — сериал 2025 года, созданный в России. В центре сюжета — сотрудник нижегородского сыска Алексей Лыков, который расследует громкое убийство богатейшего человека — предводителя губернского дворянства Нефедьева.
По рассказам из серии «Хроники сыска» нижегородского писателя Николая Свечина. 1895 год. Нижний Новгород готовится к крупнейшему торговому событию года — ярмарке. Но в размеренной и благополучной жизни города происходит громкое убийство богатейшего человека — предводителя губернского дворянства Нефедьева. Распутать это дело берется сотрудник нижегородского сыска Алексей Лыков. Шаг за шагом он сталкивается со злом, выходящим за рамки его понимания. И чтобы его победить, он ставит на кон все: любовь, честь и даже свою жизнь.

## Создатели
Выпущено: Россия, Берг Саунд, Институт развития интернета, Russian World Vision
Жанр: Детектив, драма, исторический, экранизация
Режиссер: Ким Дружинин
Сценаристы: Сергей Калужанов, Евгений Кудельников, Алексей Баринов, Дарья Голованова, Анна Гвоздь
Оператор: Кирилл Герра
Композитор: Райан Оттер
Художник: Андрей Белан
Продюсеры: Тимур Вайнштейн (ген.), Константин Ёлкин (ген.), Михаил Погосов (ген.), Галина Нахимовская (иcп.), Станислав Крылевский

## В ролях
- Пётр Рыков — Алексей Николаевич Лыков, сыщик нижегородской сыскной полиции
- Александр Лыков ― Павел Афанасьевич Благово, начальник нижегородской сыскной полиции
- Ангелина Стречина ― Варвара Александровна Нефедьева
- Роман Маякин ― Сергей Романович Мамин, князь
- Николай Клямчук ― Пётр Зосимович Форосков, сыщик из Санкт-Петербурга
- Антон Денисенко ― Ян Францевич Титус, сыщик нижегородской сыскной полиции
- Олег Гаас ― Степан Девяткин, сыщик нижегородской сыскной полиции
- Ян Цапник ― Шокальский, директор гимназии
- Дмитрий Нагиев — Евдоким Иванович Нефедьев
- Роман Мадянов ― Василий Иванович Блинов, хозяин Неклюдовских мельниц
- Ирина Пегова ― Изабель Бариньяк, гувернантка Варвары
- Виктория Бычкова ― Елизавета Николаевна Лыкова, сестра Алексея
- Дмитрий Поднозов ― Платон, слуга князя Мамина
- Артём Ткаченко ― Иван Александрович Милотворский, доктор
- Алексей Розин ― Николай Михайлович Баранов, нижегородский губернатор
- Никита Дювбанов
- Егор Пазенко ― «Битюг», главарь банды
- Олег Сенченко ― Васька, вор-карманник
- Иван Батарев ― Василий Петрович Рубочкин
- Павел Гайдученко ― Ипатий
- Вячеслав Пискунов ― Рыкаткин, гимназист